# Gesztenyebarna szövőmadár
A gesztenyebarna szövőmadár (Ploceus rubiginosus) a madarak osztályának a verébalakúak (Passeriformes) rendjéhez, ezen belül a szövőmadárfélék (Ploceidae) családjához tartozó faj.

## Előfordulása
Angola, Botswana, Eritrea, Etiópia, Kenya, Namíbia, Szomália, Dél-Szudán, Tanzánia és Uganda területén honos.